# Liste de compositeurs de musique classique du Moyen Âge
Ci-dessous figure une liste de compositeurs de musique classique du Moyen Âge.
| Période        | Naissances | Décès                                                    | Créations ou événements marquants                                                               |
| -------------- | --- | -------------------------------------------------------- | ----------------------------------------------------------------------------------------------- |
| Haut Moyen Âge | |                                                          | Début du Plain-chant                                                                            |
| VIIIe siècle   | |                                                          | Chant grégorien Premiers manuscrits utilisant les neumes                                        |
| IXe siècle     | |                                                          | Apparition des tropes dans la liturgie de la messe                                              |
| Xe siècle      | Guido d'Arezzo |                                                          |                                                                                                 |
| XIe siècle     | Hildegard von Bingen                                                                                                   | Guido d'Arezzo                                           | Invention de la portée (Guido d'Arezzo) Invention de la polyphonie par l'École de Saint-Martial |
| XIIe siècle    | Léonin Pérotin | Hildegard von Bingen                                     | Apogée des troubadours                                                                          |
| XIIIe siècle   | Adam de la Halle, Philippe de Vitry                                                                                    | Léonin Pérotin Adam de la Halle                          | L'École de Notre-Dame Carmina Burana Ars antiqua                                                |
| XIVe siècle    | Guillaume de Machaut Francesco Landini Guillaume Dufay (†1474) Johannes Ciconia (†1412) Oswald von Wolkenstein (†1445) | Philippe de Vitry Guillaume de Machaut Francesco Landini | Ars nova 1397 : Première mention du clavecin                                                    |

retour début de page